# Вестфілд (Нью-Джерсі)
Вестфілд (англ. Westfield) — місто (англ. borough) в США, в окрузі Юніон штату Нью-Джерсі. Населення — 31 032 особи (2020). Веде свою історію з поселень заснованих близько 1720 року.

## Географія
Вестфілд розташований за координатами 40°39′6″ пн. ш. 74°20′36″ зх. д. / 40.65167° пн. ш. 74.34333° зх. д. (40.651644, -74.343447).  За даними Бюро перепису населення США в 2010 році місто мало площу 17,46 км², з яких 17,40 км² — суходіл та 0,06 км² — водойми.

## Демографія
Згідно з переписом 2010 року, у місті мешкало 30 316 осіб у 10 566 домогосподарствах у складі 8200 родин. Було 10950 помешкань
Расовий склад населення:
| - 88,2 % — білих - 5,7 % — азіатів - 3,2 % — чорних або афроамериканців - 0,1 % — корінних американців |

До двох чи більше рас належало 2,0 %. Частка іспаномовних становила 4,9 % від усіх жителів.
За віковим діапазоном населення розподілялося таким чином: 30,0 % — особи молодші 18 років, 56,9 % — особи у віці 18—64 років, 13,1 % — особи у віці 65 років та старші. Медіана віку мешканця становила 41,0 року. На 100 осіб жіночої статі у місті припадало 92,7 чоловіків;  на 100 жінок у віці від 18 років та старших — 87,2 чоловіків також старших 18 років.
Середній дохід на одне домашнє господарство  становив 191 066 доларів США (медіана — 146 734), а середній дохід на одну сім'ю — 219 942 долари (медіана — 176 382). Медіана доходів становила 124 837 доларів для чоловіків та 77 035 доларів для жінок. За межею бідності перебувало 3,3 % осіб, у тому числі 3,1 % дітей у віці до 18 років та 4,6 % осіб у віці 65 років та старших.
Цивільне працевлаштоване населення становило 14 604 особи. Основні галузі зайнятості: освіта, охорона здоров'я та соціальна допомога — 20,8 %, науковці, спеціалісти, менеджери — 18,8 %, фінанси, страхування та нерухомість — 18,2 %.